# Об'єкт (програмування)
Об'єкт в об'єктно-орієнтованому програмуванні (ООП) — ключове поняття об'єктно-орієнтованих технологій проєктування та програмування; втілення абстрактної моделі окремої сутності (предмету або поняття), що має чітко виражене функціональне призначення в деякій області, належить до визначеного класу та характеризується своїми властивостями та поведінкою. Об'єкти є базовими елементами побудови програми — програма в ООП розглядається як сукупність об'єктів, що знаходяться у визначених відношеннях та обмінюються повідомленнями.
Поняття об'єкт в програмному забезпеченні вперше було введене в мові Simula в середині 1960-х років для моделювання реальності.

## Властивості та поведінка об'єкта
Властивості об'єкта визначаються його атрибутами (полями даних). Поточне значення атрибутів визначає поточний стан об'єкта у множині можливих станів.
Поведінка об'єкта визначається функціями (методами) об'єкта. Передача повідомлень між об'єктами (взаємодія об'єктів) призводить до виконання об'єктом, що отримав повідомлення, визначеної функції. Об'єкт також може надіслати повідомлення собі. В результаті отримання об'єктом повідомлення він змінює свій стан: на новий, якщо виконання операцій функції призвело до зміни значень атрибутів; або той самий, якщо атрибути не зазнали змін. В контексті отримання повідомлень та зміни станів об'єкт може розглядатись як автомат.
Загалом, поведінка та властивості об'єкта визначають його ідентичність, що вирізняє об'єкт серед інших об'єктів.

## Характеристики об'єктів
Об'єкти створюються у програмі під час її виконання і, зазвичай, існують у межах програми, але, в окремих випадках, можуть існувати й поза межами програми — наприклад, у вигляді файлів або пакетів даних. Механізми, що дозволяють існування об'єктів поза межами програми, підтримуються окремими ОО-мовами програмування.
Властивості об'єкта, зазвичай, доступні лише через його функції. При цьому вважається, що об'єкт є екземпляром класу як абстрактного типу даних. В окремих випадках, що, загалом, порушують принципи ООП, властивості об'єкта можуть бути загальнодоступними. Такі властивості, як правило, є константами.
Відповідно до властивостей об'єкта та його стану, функції поділяються на конструктори, селектори, модифікатори та деструктори:
- конструктори здійснюють первинну ініціалізацію об'єкта під час його створення;
- селектори повертають значення окремих властивостей;
- модифікатори змінюють значення окремих властивостей;
- деструктори скидають значення властивостей під час знищення об'єкта.

## Представлення об'єктів
Об'єкти, зазвичай, зберігаються в оперативній пам'яті під час виконання програми. При цьому вони представлені в пам'яті послідовністю значень атрибутів — структурою даних. Всі функції об'єктів зберігаються поза межами об'єктів і для функцій лише забезпечується контекст — можливість звернення до атрибутів вказаного об'єкта. В окремих ОО-мовах програмування дані об'єкта або об'єктів у пам'яті можуть бути перенесені поза межі пам'яті програми, наприклад — у зовнішній файл, і надалі — поновлені. При цьому об'єкт опиниться в тому ж стані, в якому він перебував на момент збереження.
Статичні (спільні для всіх об'єктів класу) атрибути об'єктів зберігаються поза межами структур даних об'єктів і не впливають на їх розмір у пам'яті.

## Приклади

### Мова C#
```
//Визначення класу об'єкта:

class
 
Person

{

    
public
 
string
 
Name
;

    
public
 
int
 
Age
;

    
public
 
Person
(
string
 
name
,
 
int
 
age
)

    
{

        
Name
 
=
 
name
;

        
Age
 
=
 
age
;

    
}

}

// Визначення об'єкта:

Person
 
person
 
=
 
new
 
Person
(
"John Doe"
,
 
21
);

```

### Мова C++
```
// Визначення класу об'єкта:

class
 
Person
 
{

public
:

    
Person
(
string
 
name
,
 
int
 
age
);

    
int
 
getName
()
 
const
;

private
:

    
string
 
name
;

    
int
 
age
;

};

// Визначення об'єкта:

Person
 
johnDoe
(
"John Doe"
,
 
21
);

```